# Thomas Bartholin
Thomas Bartholin, znám též jako Thomas Bartholinus (20. října 1616, Malmö – 4. prosince 1680, Kodaň) byl dánský lékař, matematik a teolog. Proslul svým objevem lymfatického systému u lidí z roku 1652 (rok předtím ho u zvířat popsal Jean Pecquet). Věnoval se též problému anestézie podchlazením. Popsal rovněž vrozený syndrom mnohočetných abnormalit dnes zvaný Bartholin-Patauův syndrom.
Pocházel ze slavné vědecké rodiny, dvanáct jejích příslušníků bylo profesory na univerzitě v Kodani. Jeho syn, Thomas Bartholin mladší, v tradici pokračoval, na stejné univerzitě se stal profesorem historie a později byl jmenován královským antikvářem. Známým Bartholinovým žákem byl Niels Stensen.
V roce 1663 zakoupil farmu Hagestedgaard. Roku 1670 vyhořela, shořela i knihovna, včetně mnoha rukopisů. Král Kristián V. ho poté jmenoval královským lékařem a zároveň jeho farmu osvobodil od daní. V roce 1680 se mu zhoršilo zdraví a vrátil se do Kodaně, kde záhy zemřel.